# Entomodestes
Entomodestes  es un género de aves paseriformes de la familia Turdidae. Agrupa a dos especies reconocidas, ambos nativas de los bosques húmedos de los Andes en Sudamérica.

## especies
Se distinguen las siguientes especies:
- Entomodestes leucotis -- solitario orejiblanco
- Entomodestes coracinus -- solitario negro